# Municipio de Neligh (condado de Antelope)
El municipio de Neligh (en inglés: Neligh Township) es un municipio ubicado en el condado de Antelope en el estado estadounidense de Nebraska. En el año 2010 tenía una población de 271 habitantes y una densidad poblacional de 3,01 personas por km².

## Geografía
El municipio de Neligh se encuentra ubicado en las coordenadas 42°7′59″N 98°0′27″O / 42.13306, -98.00750. Según la Oficina del Censo de los Estados Unidos, el municipio tiene una superficie total de 90.04 km², de la cual 89,6 km² corresponden a tierra firme y (0,48 %) 0,44 km² es agua.

## Demografía
Según el censo de 2010, había 271 personas residiendo en el municipio de Neligh. La densidad de población era de 3,01 hab./km². De los 271 habitantes, el municipio de Neligh estaba compuesto por el 99,26 % blancos y el 0,74 % eran de una mezcla de razas. Del total de la población el 0,37 % eran hispanos o latinos de cualquier raza.